# Malobaldo
Malobaldo (em latim: Mallobaudes) foi um oficial romano de origem franca, ativo durante o reinado dos imperadores Constâncio II (r. 337–361) e Graciano (r. 367–383).

## Vida
Malobaldo aparece pela primeira vez em 354-355, quando serviu como tribuno das escolas de armaduras (em latim: tribunus scholae armaturarum). Nessa posição, foi enviado a Pola com Eusébio e Pentádio para julgar a conduta do césar Constâncio Galo. Em 355, protestou com Malarico contra as acusações de traição contra Silvano. Um propôs-se a buscar Silvano, enquanto o outro permaneceu como refém para garantir o retorno dos francos. Como Silvano revoltou-se logo depois e proclamou-se imperador, há motivos para acreditar que seus defensores foram executados apesar que Malarico foi citado em 363 quando Joviano foi nomeado mestre da cavalaria (magister equitum).
O segundo Malobaldo aparece em 374 em luta contra o alamano Macriano que devastou as terras francas, matando-o em uma emboscada. Em 378, lutou contra os alamanos no exército de Graciano (r. 367–383) na Batalha de Argentária, perto de Horburgo. No exército, deteve o posto de conde dos domésticos. Durante a segunda batalha, é chamado "rei dos francos". A partir daí, tornou-se capitão da guarda imperial de Graciano por 380. Os autores da PIRT consideram que esse indivíduo citado nos eventos da Gália é o mesmo que esteve ativo na década de 350.